# 變分法基本引理
在數學裏，特別是在變分法裏，變分法基本引理（fundamental lemma of calculus of variations）是一種專門用來變換問題表述的引理，可以將問題從弱版表述（weak formulation）（變分形式）改變為強版表述（微分形式）。

## 敘述
{\displaystyle C^{k}} 代表{\displaystyle k}阶导数连续（{\displaystyle k}阶光滑）的函数空间，{\displaystyle C^{\infty }}代表无限光滑的函数空间。 
變分法基本引理：
設 {\displaystyle f(x)\in C^{\infty }[a,\ b]\,\!}
若任意 {\displaystyle h(x)\in C^{\infty }[a,\ b]\,\!} 滿足 {\displaystyle h(a)=h(b)=0\,\!} 成立
{\displaystyle \int _{a}^{b}f(x)\,h(x)\,dx=0\,\!}
則 {\displaystyle {\mbox{∀}}x\in (a,\ b):f(x)=0\,\!}。

## 證明
設 {\displaystyle f(x)\in C^{\infty }[a,\ b]\,\!} 且 {\displaystyle f(x)\neq 0\,\!} ，
因為只要存在一個不滿足 {\displaystyle \int _{a}^{b}f(x)\,h(x)\,dx=0\,\!} 的 {\displaystyle h(x)} ，就可以證明 {\displaystyle f(x)=0\,\!} ，因此我們只須證明其中一個特例。

令 {\displaystyle r(x)\,\!} 滿足下列兩個條件：
{\displaystyle r(a)=r(b)=0\,\!} ；
{\displaystyle {\mbox{∀}}x\in (a,\ b):r(x)>0\,\!} ；
並且令 {\displaystyle h(x)=r(x)f(x)\,\!}。
由 {\displaystyle h(x)=r(x)f(x)\,\!} 可得到
{\displaystyle 0=\int _{a}^{b}f(x)h(x)\;dx=\int _{a}^{b}r(x)f(x)^{2}\;dx\,\!} 。
因為 {\displaystyle r(x)\,\!} 在 {\displaystyle (a,\ b)\,\!} 是正值，所以{\displaystyle f(x)\,\!} 必須恆等於 0 ，與假設 {\displaystyle f(x)\neq 0\,\!} 矛盾。
故 {\displaystyle {\mbox{∀}}x\in (a,\ b):f(x)=0\,\!} 。

## 應用
這引理可用來證明泛函
{\displaystyle J[f(t,y,{\dot {y}})]=\int _{x_{0}}^{x_{1}}f(t,y,{\dot {y}})\,dt\,\!}
的極值是歐拉-拉格朗日方程式
{\displaystyle {d \over dt}\left({\partial f(t,y,{\dot {y}}) \over \partial {\dot {y}}}\right)-{\partial f(t,y,{\dot {y}}) \over \partial y}=0\,\!}
的弱解。
歐拉-拉格朗日方程式在經典力學和微分幾何佔有重要的角色。

## 參閱
- 拉格朗日力學
- 哈密頓原理
- 泛函分析